# Лудвиг Стрибърни
Лудвиг Вацслав Стрибърни е български лекар.

## Биография
Роден е през 1893 г. в Пловдив. Негов баща е ботаникът Вацлав Стрибърни. През 1922 г. завършва медицина в Берлин. Участва в Балканската, Междусъюзническата и Първата световна война като студент медик и като военен лекар във Втората световна война. След демобилизирането му, през ноември 1944 г., работи като лекар в Пловдив и София. Автор е на статии по медицински въпроси, на учебници и брошури по военна хигиена и за борба с маларията. Умира през 1972 г.
Личният му архив се намира във фонд 1558К в Централен държавен архив (ЦДА) и във фонд 031 в Държавен военноисторически архив (ДВИА). Фондът му в ЦДА се състои от 64 архивни единици от периода 1912 – 1972 г., а този в ДВИА - от 10 архивни единици за периода 1912-1945 г.